# Mausoleo di Cecilia Metella
Il mausoleo di Cecilia Metella è un grandioso monumento funerario romano, situato nei pressi della via Appia. Costituisce con il Castrum Caetani un continuum archeologico, che sorge a Roma, poco prima del III miglio della Via Appia Antica, subito dopo il complesso costituito dal circo, dalla villa, e dal sepolcro del figlio dell'imperatore Massenzio, Valerio Romolo.
Nel 2018 il circuito museale della tomba di Cecilia Metella e della villa dei Quintili ha registrato 44 136 visitatori ed un introito lordo totale di 93 687 euro.

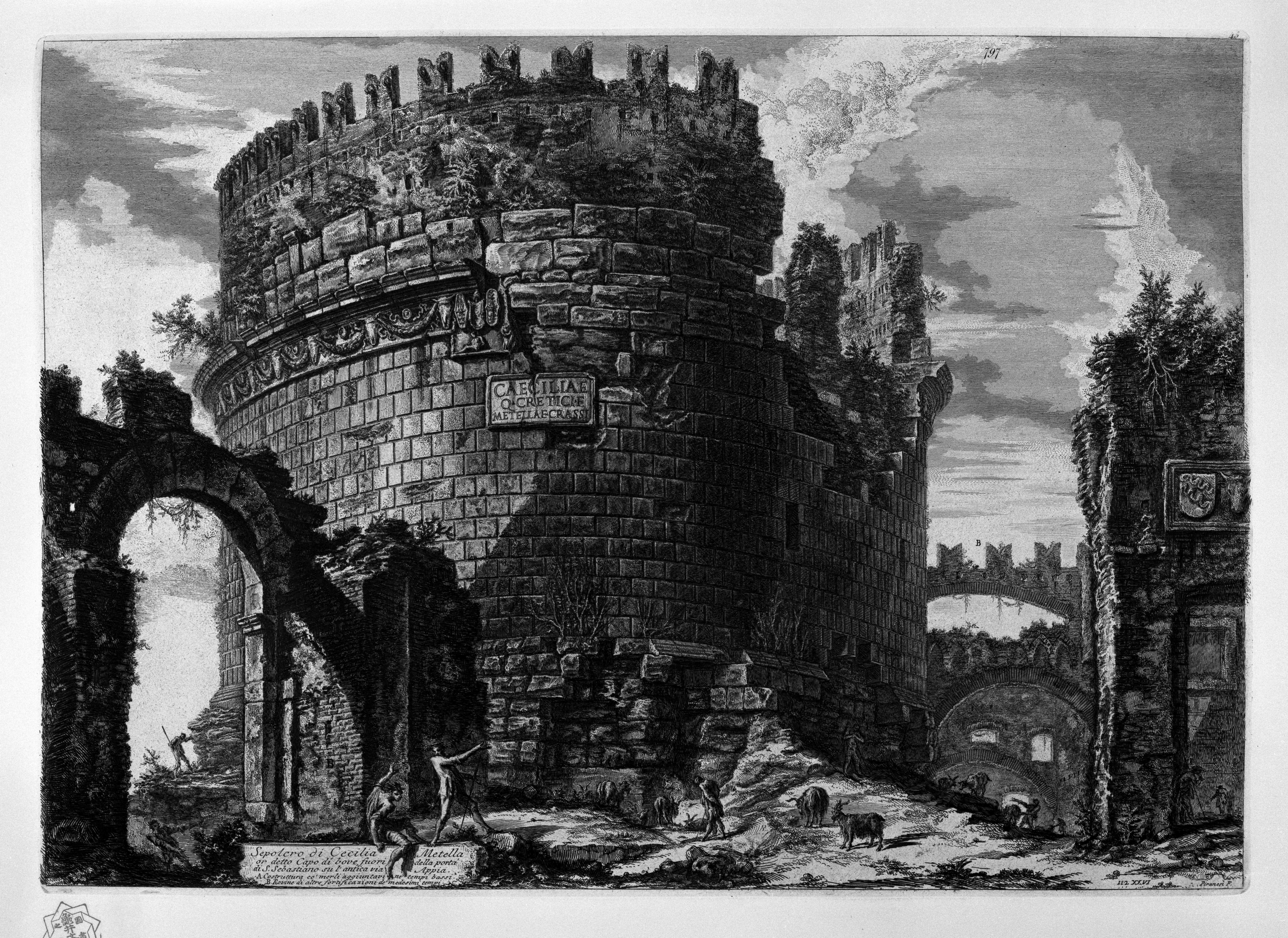
Incisione di Giovanni Battista Piranesi della metà del XVIII secolo

## Il mausoleo
La collocazione del mausoleo di Cecilia Metella veniva così descritta, nel 1855:
(Antonio Coppi, Memorie relative ad alcune tenute dell'Agro romano adiacenti alla via Appia, in "Dissertazioni della Pontificia Accademia di Archeologia", tomo XIII, Roma 1855, pp. 141-150)

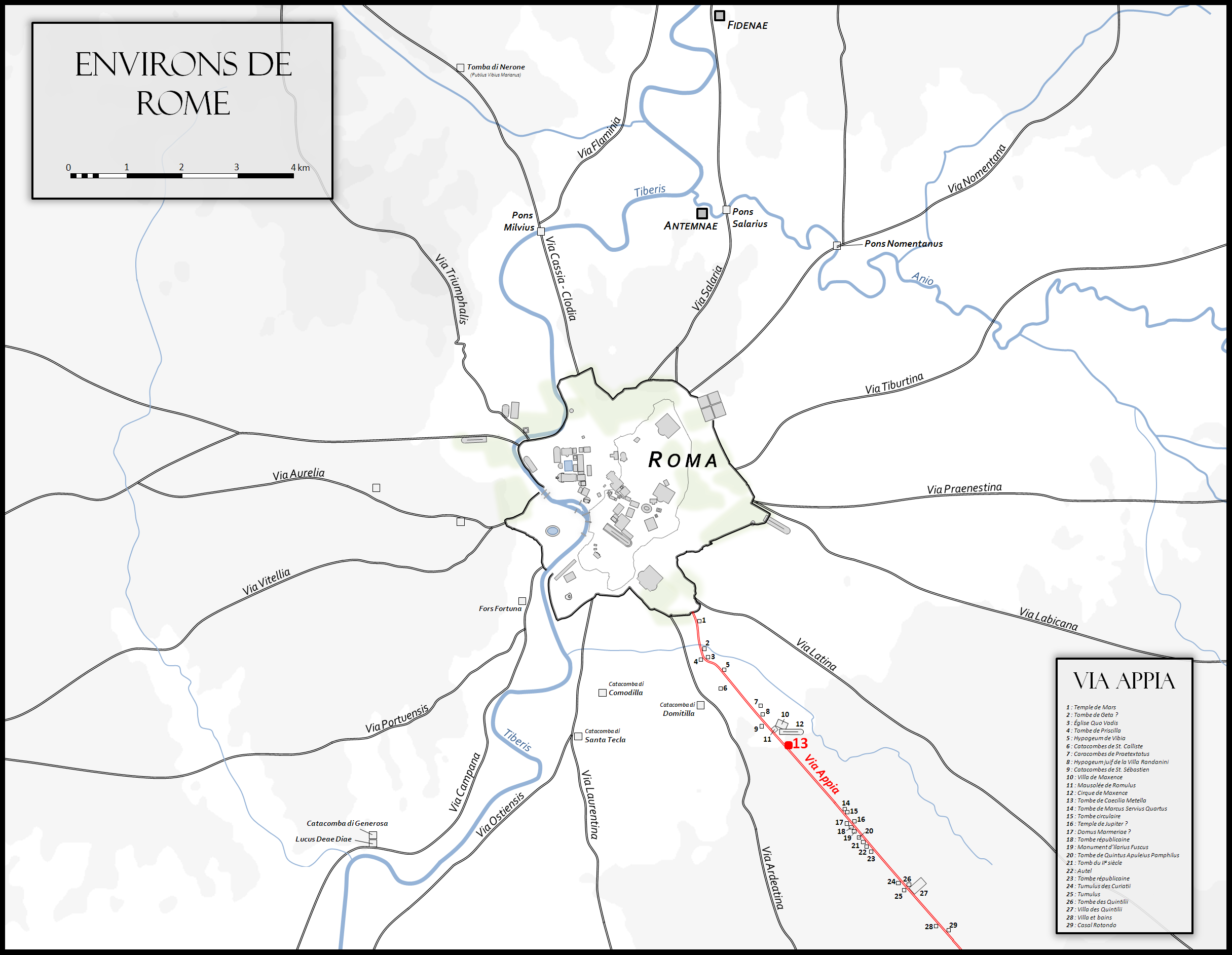
Il mausoleo di Cecilia Metella, poco fuori dalla cerchia delle mura aureliane, lungo la via Appia.

Di Cecilia Metella non si hanno notizie personali, salvo che era figlia di Quinto Cecilio Metello Cretico, e moglie di un Crasso che si presume essere il figlio di una Venulei e di quel Marco Licinio Crasso (forse il questore di Cesare Marco) che nel 71 a.C. aveva soffocato la rivolta degli schiavi capeggiata da Spartaco e nel 60 a.C. aveva costituito il primo triumvirato con Cesare e Pompeo.
La costruzione del mausoleo, come mostrano le scene di guerra che accompagnano l'epigrafe, era finalizzata a celebrare l'importanza della famiglia assai più che della dedicataria, e viene datata alla seconda metà del I secolo a.C.
Il monumento originario era costituito dall'edificio circolare che ancora si erge, installato su un fondamento quadrangolare di opera cementizia. Il tamburo che conteneva la camera funeraria, del diametro di circa 30 metri e alto 39 metri con la merlatura, era interamente rivestito di blocchi di travertino, terminava presumibilmente in una piccola cupola - non più esistente ma ancora testimoniata da un anello di blocchi di travertino, e dall'indicazione monumentum peczutum - cioè monumento "appuntito" - con cui veniva descritto nell'XI secolo. In alto, al di sopra della tabula col titulus, correva un fregio di festoni floreali alternati a bucrani, dai quali nacque il toponimo di Capo di bove, che identificò la località a partire dal Medioevo. La stessa merlatura, poi rifatta più alta nel medioevo, era già presente nella struttura in travertino e ricordava gli antichi tumuli col perimetro segnato dai cippi. Alla camera sepolcrale - oggi di nuovo visitabile - si accede da un dromos nel basamento stesso; essa occupa l'intera altezza dell'edificio.

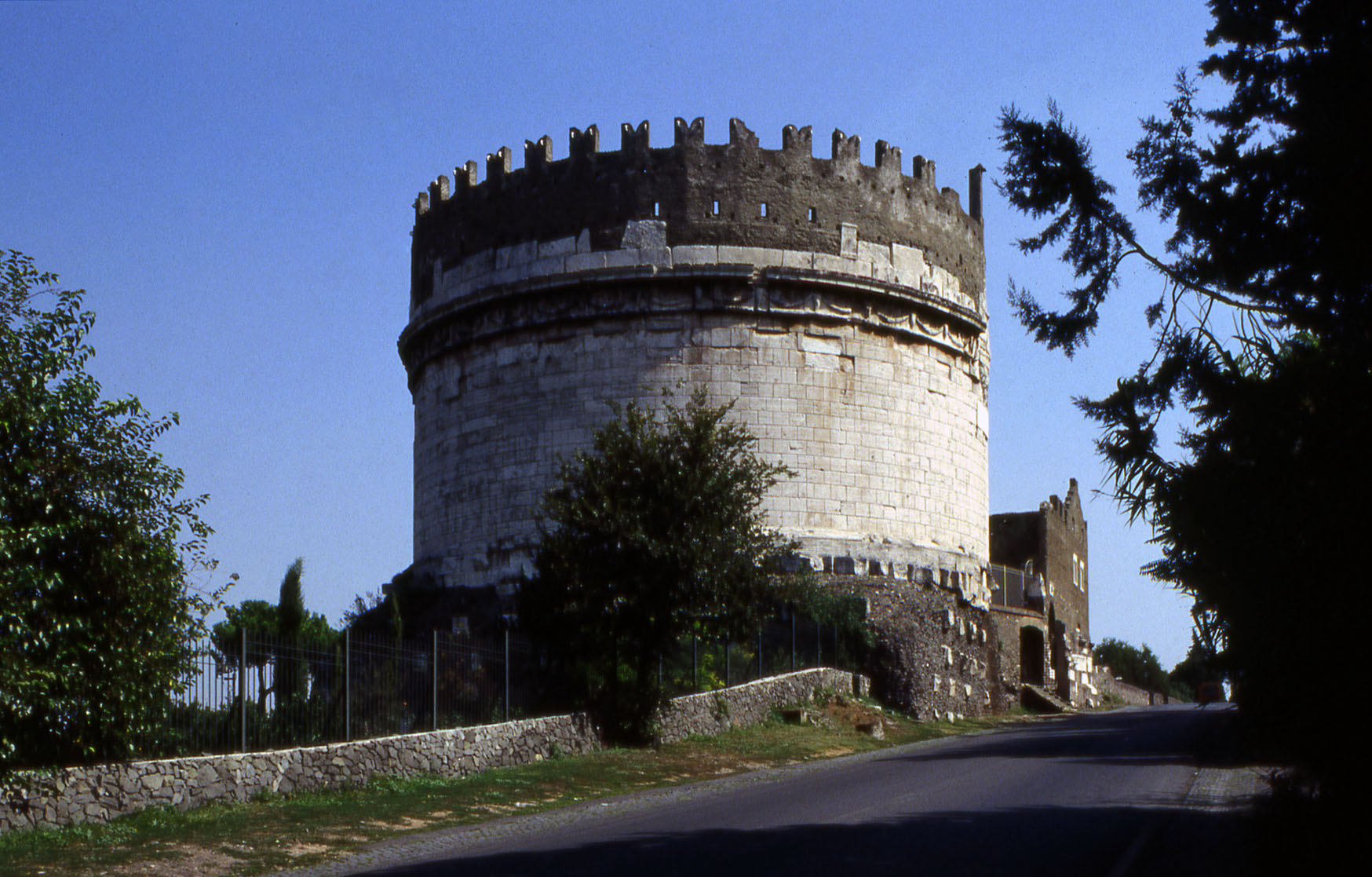
Mausoleo di Cecilia Metella

L'arredo è andato completamente disperso, come era inevitabile per un luogo così a lungo frequentato: di un sarcofago trasferito a Palazzo Farnese si disse che era quello di Cecilia Metella, ma il Nibby lo attribuiva più plausibilmente ad Annia Regilla, moglie di Erode Attico, il quale nel secolo successivo aveva acquisito vasti possedimenti in quella zona.
Non è univoca la scelta della fonte di ispirazione per un monumento funebre circolare come il mausoleo di Cecilia Metella: secondo alcuni studiosi i mausolei ellenistici, secondo altri le tholos etrusche. In ogni caso è interessante appurare il clima di restaurazione antiquaria che esisteva nella Roma del tardo I secolo a.C., tanto che si contano diversi esempi di architetture simili oltre i confini di Roma (a Sepino, Falerii, Gubbio, Pompei, Sarsina,ecc.) per tutta l'epoca giulio-claudia. In seguito il tamburo acquistò forme architettoniche sempre più complesse, fino alla sintesi coi mausolei a naiskos (tempietto) e a guglia, come nel mausoleo di Augusto (28 a.C.), quelli di Munazio Planco e Sempronio Atratino a Gaeta, quelli dei Plauzi Silvani, dei Servilii, dei Lucilii, ecc.

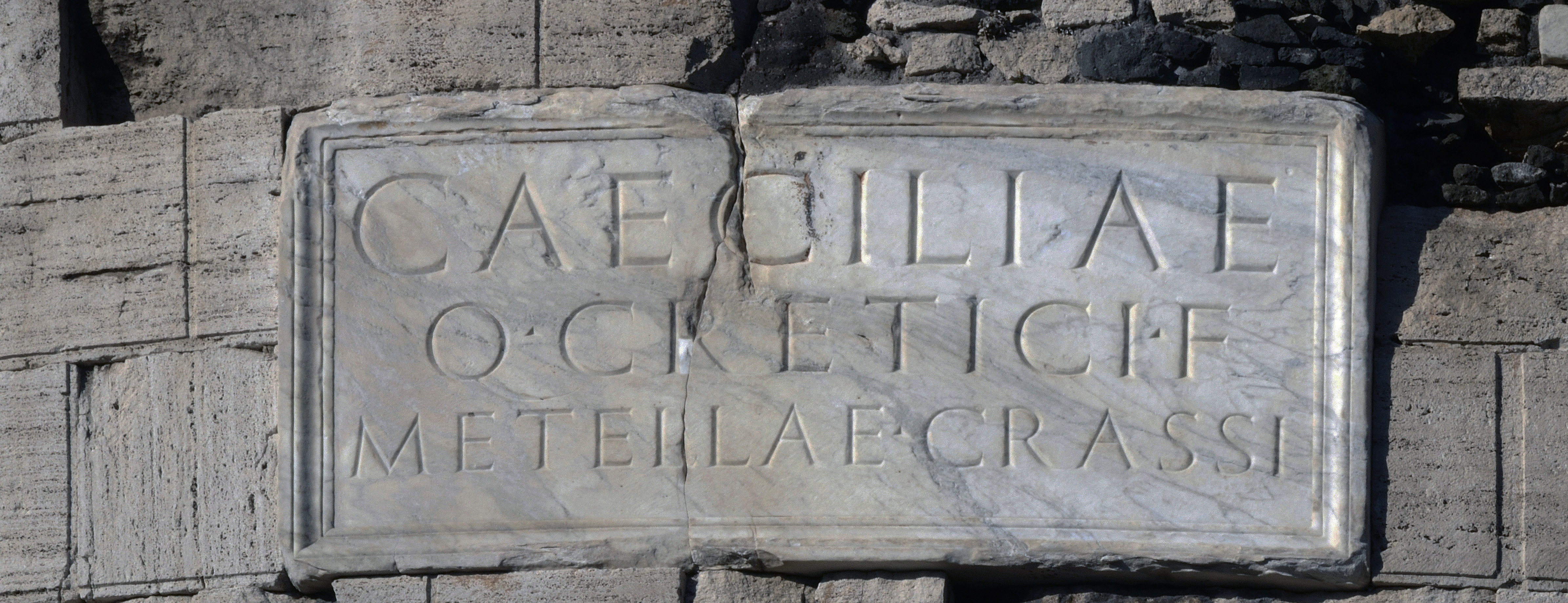
Il titulus
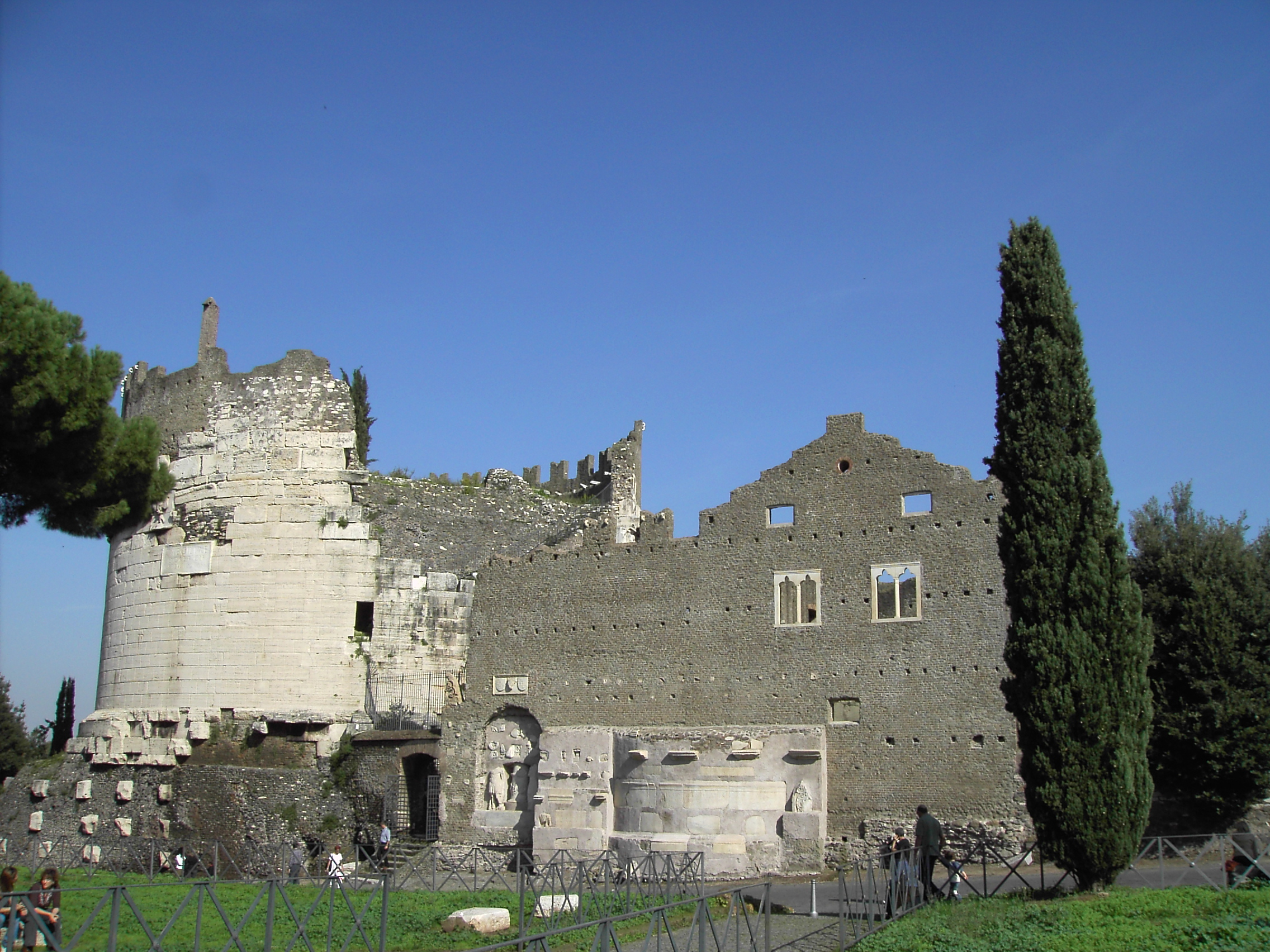
Il mausoleo e il palazzo baronale del castrum Caetani
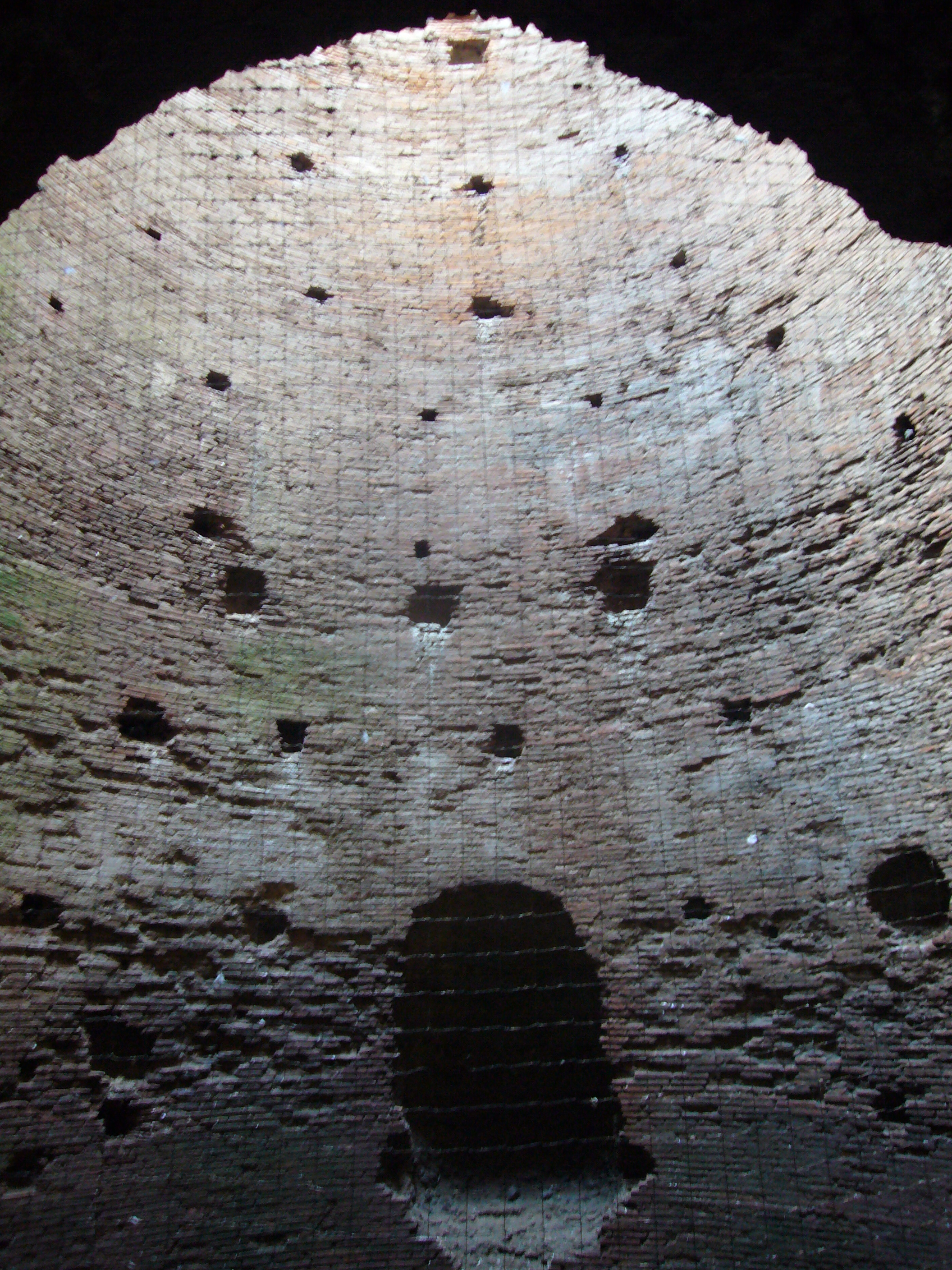
Interno del sepolcro
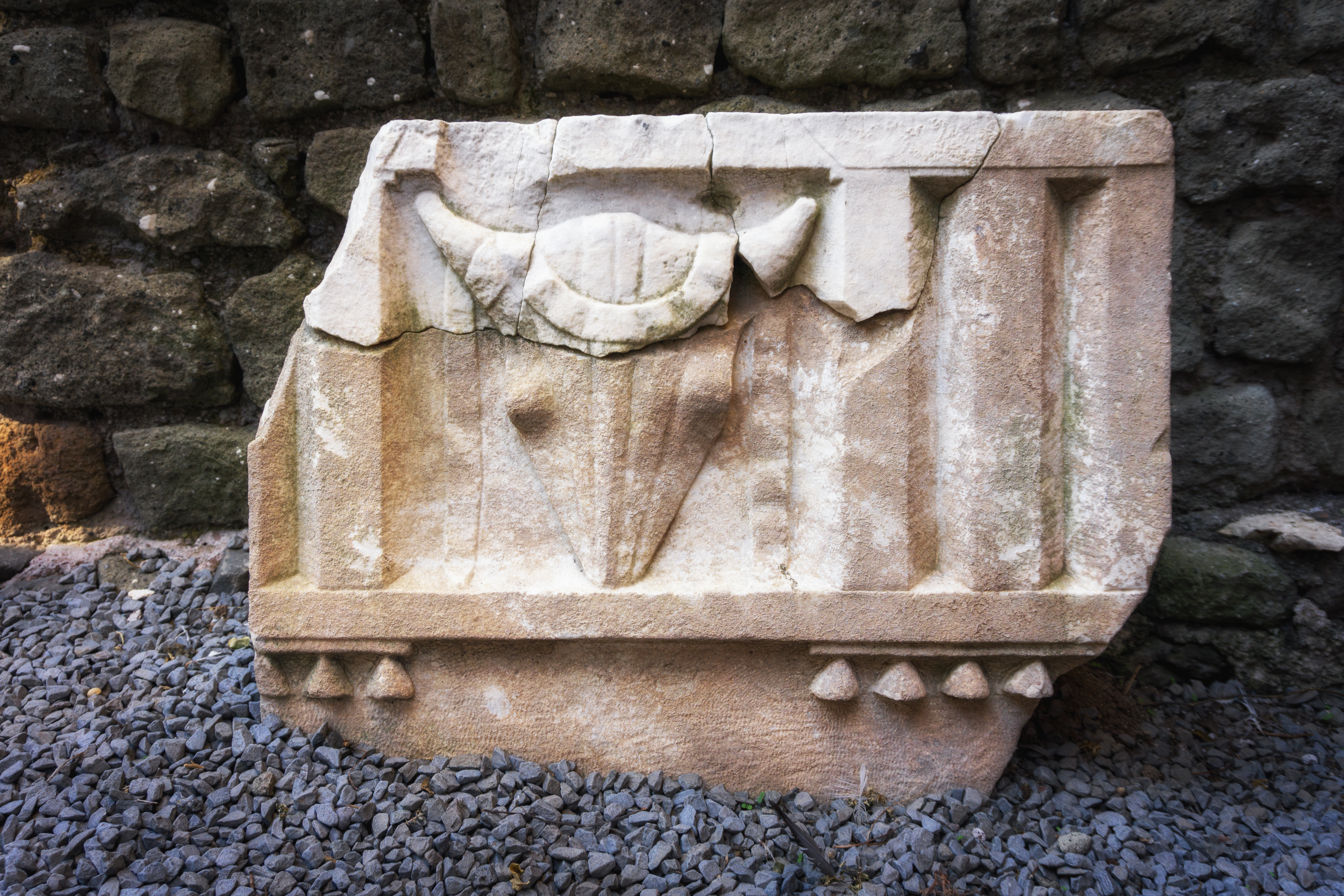
Bucranio

## Il Castrum

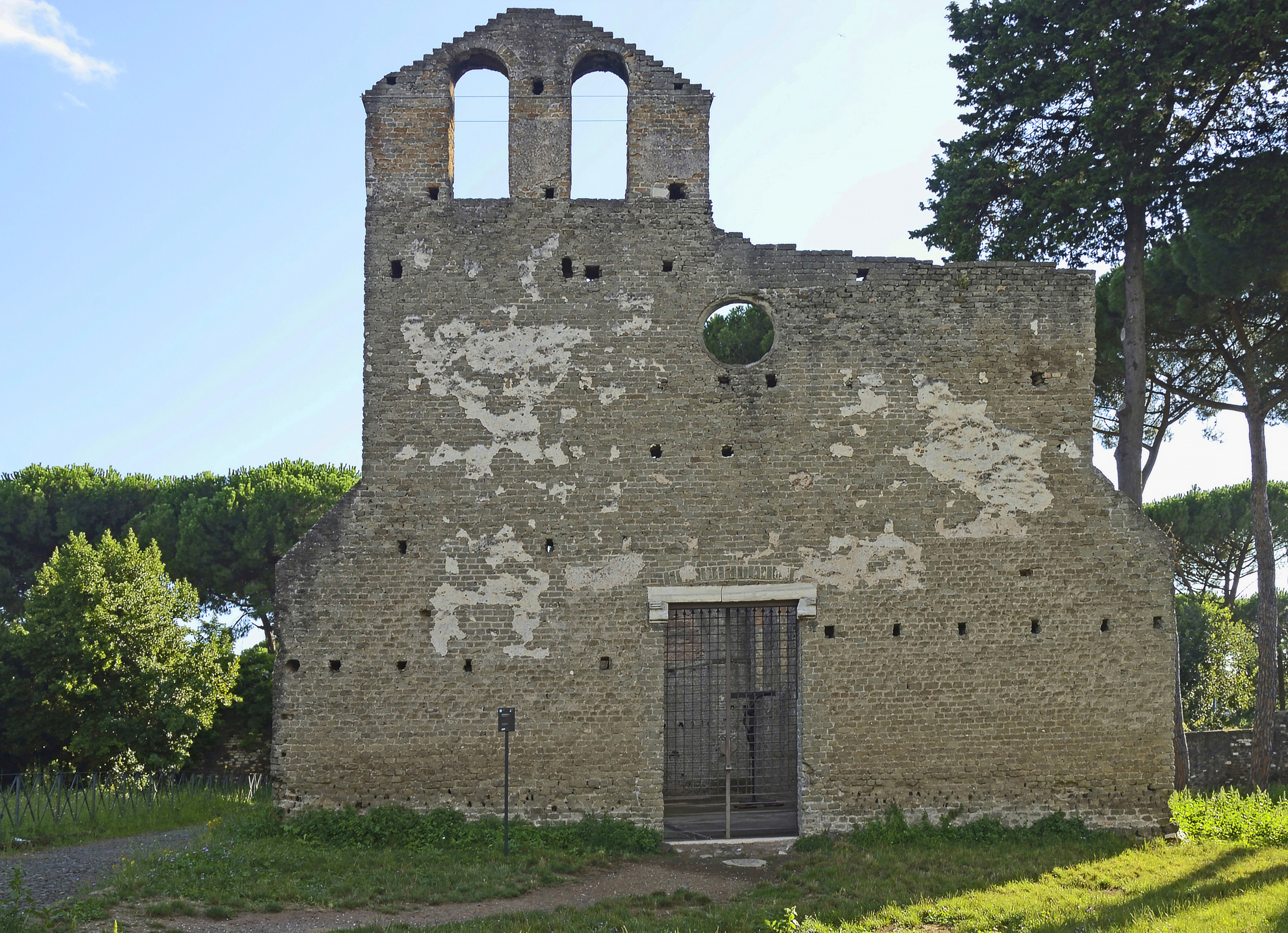
I resti della chiesa di San Nicola

In un documento del IX secolo il mausoleo è citato come "monumentum quod vocatur ta canetri capita".
Il monumento e i terreni circostanti erano già in possesso della Chiesa, ma la definitiva fortificazione dell'edificio a cavallo della via Appia, e la sua integrazione in un vero e proprio castello fortificato, avvennero alla fine del XIII secolo ad opera dei Caetani, la potente famiglia di Bonifacio VIII. Nel recinto furono inclusi altre torri, un borgo e un'ampia chiesa intitolata a San Nicola di Bari, di cui oggi resta in piedi, ben restaurata, la sola struttura muraria.
Il castello fu poi occupato dai Savelli, dagli Orsini, dai Colonna, dai Cenci, e infine, con le tenute circostanti, giunse in mano ai Torlonia.